# Afromontane Regionen

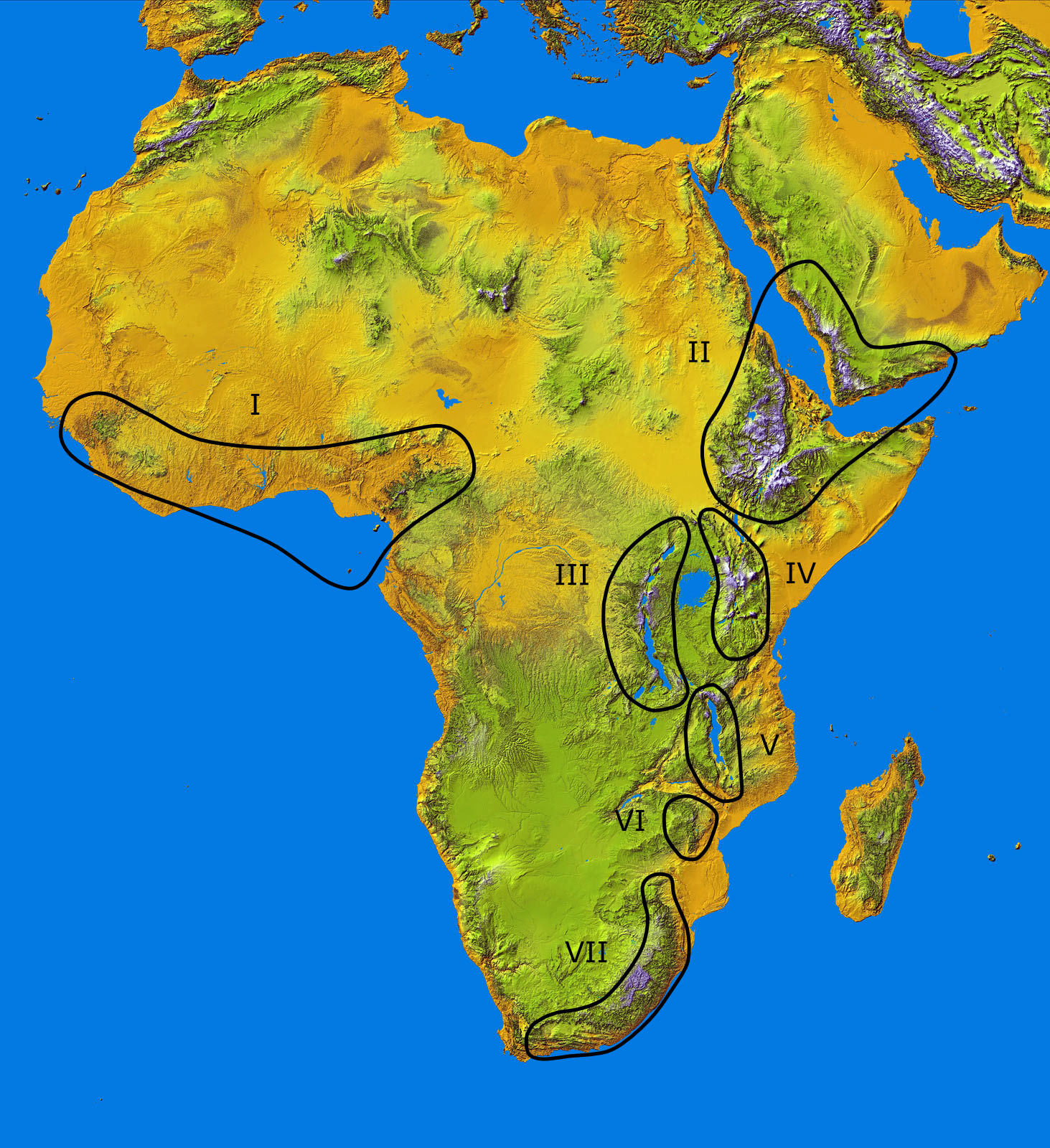
Afromontane Regionen in Afrika (nach F. White 1978)

Die afromontanen Regionen bilden zusammengenommen eine vegetationsgeographische Subregion der Afrotropis nach Frank White, die sich durch bestimmte verwandte Pflanzengesellschaften afrotropischer Gebirge mit vergleichbarem Gebirgsklima auszeichnen. Der Begriff afromontan umfasst dabei sowohl montane Bergwälder (Afromontane Wälder) in Höhen zwischen 1200/1500 (an Südafrikas Küsten auch unter 1000 m) und 3000 m Meereshöhe als auch subalpine Bambusvegetation und Bergmoore bis auf 3500 m sowie die darüber liegende baumfreie (afro)alpine Hochgebirgsvegetation. Die insgesamt sieben Regionen erstrecken sich von den Tropen bis in die Subtropen.
White hat The Afromontane region 1978 in der Publikation Biogeography and Ecology of Southern Africa beschrieben. Seitdem bezieht sich die Fachwelt auf ihn und seine vorgenommene Einteilung.
Liste der afromontanen Regionen
| Lfdnr | Zone              | Länder                                                                       |
| I     | West African      | Kamerun, Nigeria, Bioko (Äquatorialguinea), São Tomé (São Tomé und Príncipe) |
| II    | Ethiopian         | Äthiopien, Jemen                                                             |
| III   | Kivu-Ruwenzori    | Burundi, Demokratische Republik Kongo, Ruanda, Tansania, Uganda              |
| IV    | Imatongs-Usambara | Kenia, Sudan, Tansania, Uganda                                               |
| V     | Uluguru-Mulanje   | Malawi, Tansania, Sambia                                                     |
| VI    | Chimanimani       | Mosambik, Simbabwe                                                           |
| VII   | Drakensberg       | Lesotho, Südafrika, Eswatini                                                 |